# Roman Kolek
Roman Jacek Kolek (ur. 8 września 1962 w Tarnowskich Górach) – polski samorządowiec, lekarz i działacz mniejszości niemieckiej, w latach 2010–2021 wicemarszałek województwa opolskiego.

## Życiorys
W 1981 ukończył Liceum Ogólnokształcące im. Mieszka I w Zawadzkiem, a w 1987 studia na Śląskiej Akademii Medycznej w Katowicach. Kształcił się także podyplomowo w zakresie zarządzania w ochronie zdrowia na Uniwersytecie Ekonomicznym we Wrocławiu oraz systemów ochrony zdrowia państw Europy w Wyższej Szkole Humanistycznej im. Aleksandra Gieysztora w Pułtusku, a także na kursach z zakresu ochrony zdrowia. W 2002 zdał egzamin dla kandydatów do rad nadzorczych spółek Skarbu Państwa. Prowadził zajęcia na kursach dla lekarzy, a także w ramach Studium Farmakoekonomiki, Marketingu i Prawa Farmaceutycznego na Politechnice Warszawskiej. Opublikował prace naukowe z zakresu zdrowia publicznego i finansów służby zdrowia.
W latach 1999–2002 pozostawał dyrektorem Departamentu Zdrowia i Polityki Społecznej Urzędu Marszałkowskiego Województwa Opolskiego. W 2002 przeszedł na stanowisko wicedyrektora Opolskiej Regionalnej Kasy Chorych ds. medycznych, następnie objął analogiczne stanowisko w opolskim oddziale Narodowego Funduszu Zdrowia. Działał także społecznie, biorąc udział w konsultacjach dotyczących zmian w polityce zdrowotnej państwa i w programie racjonalizacji antybiotykoterapii. Zaangażował się politycznie w działania mniejszości niemieckiej w ramach Towarzystwa Społeczno-Kulturalnego Niemców na Śląsku Opolskim. W 2002, 2014, 2018 i 2024 uzyskiwał mandat radnego sejmiku opolskiego II, V, VI i VII kadencji. W sejmiku pełnił funkcję przewodniczącego klubu radnych Mniejszości Niemieckiej. W 2015 i 2023 bez powodzenia kandydował do Sejmu, a w 2019 startował do Senatu (zajmując ostatnie, 3. miejsce w okręgu).
W 2010 objął urząd wicemarszałka województwa opolskiego, pozostawał na stanowisku po wyborach w 2014 i 2018. W 2017 wraz z innymi działaczami MN współtworzył partię „Regionalna. Mniejszość z Większością”, w 2018 został zastępcą jej przewodniczącego. W styczniu 2021 zrezygnował z funkcji wicemarszałka w związku z zamiarem powrotu do praktyki lekarskiej; zakończył urzędowanie w następnym miesiącu.